# 中国国家女子曲棍球队

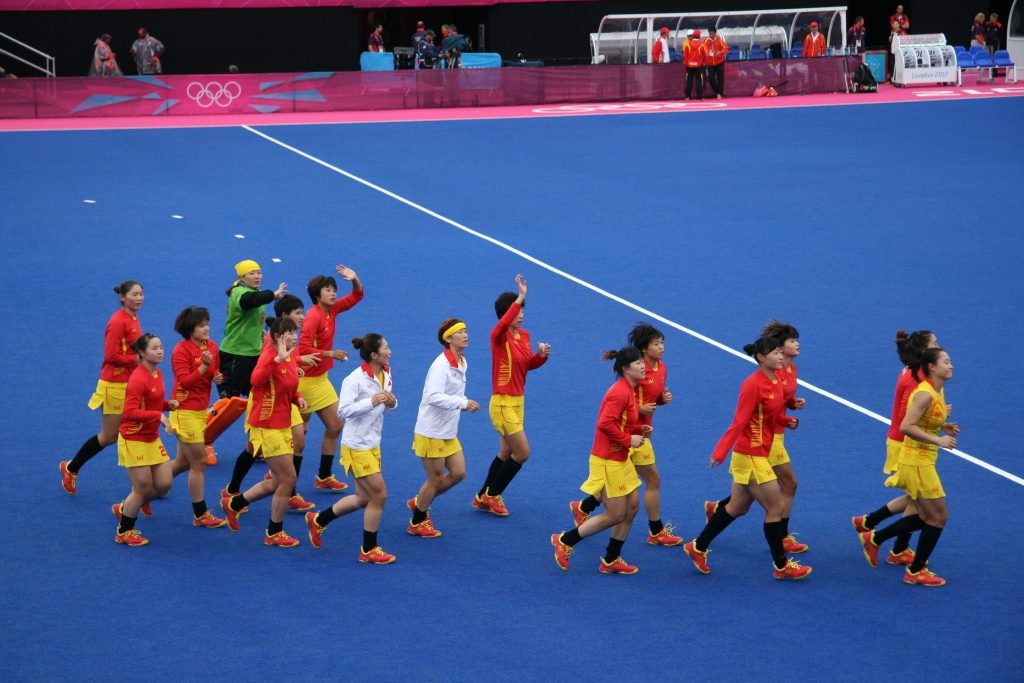
中国国家女子曲棍球队出戰2012年倫敦奧運會。

中国国家女子曲棍球队（简称中国女曲）是一支代表中国参加各类国际赛事的曲棍球国家队，成立于1983年，进入21世纪后球队实力有了明显提高。

## 历史

### 早期
内蒙古地区的达斡尔族人一直有着曲棍球运动的传统，但现代曲棍球运动直到1970年代才进入中国。1978年，中国首次举办全国曲棍球比赛，同年在达斡尔旗曲棍球队的基础上成立了国家男子青年队。

### 成立
1980年，中国第一支女子曲棍球队在达斡尔旗成立，1983年6月成立了国家集训队。但当时曲棍球在中国的普及率并不高，只局限于内蒙古地区，一直是个冷门项目，故中国女曲长期处于世界末流的水平。

### 1999-2008年
1998年，中国女曲在世界杯上获得11名，时任国家体育总局小球中心主任的胡建国镇定思痛在1999年底聘请了韩国著名教练金昶伯。后者给中国女曲带来的魔鬼训练模式令人耳目一新，这次改变给中国曲棍球界产生了深远的影响，中国女曲的实力也逐渐增强，并形成了快速防守反击的战术风格，对防守异常重视，进攻中通过犀利的中长传进攻打开局面，但一直缺少实力强悍的突破手也限制了中国队在面对欧洲强队时的进攻效率。
2000年，中国队首次冲出亚洲，参加了悉尼奥运会。2002年中国队在澳门征战曲棍球冠军杯，虽然总共只进了7个球，但凭借密不透风的防守还是在决赛中点球击败阿根廷最终问鼎，这也是中国女曲第一次获得世界冠军（到2011年为止也是唯一一次）。
2006年，中国队在马德里世界杯上只获得第10名，“魔鬼教头”金昶伯一度面临下课危机，最终在队员们和胡建国的力保下再度留任，同年在亚运会上击败宿敌韩国卫冕成功。2008年奥运会上，中国队终于实现了奥运奖牌零的突破，她们一路杀进决赛，0：2惜败于荷兰获得银牌，同年12月8日，一代功勋教头金昶伯不在与中国队续约，在他的执教期，中国女曲成长迅速，不仅从亚洲走向了世界，还多次取得排名靠前的名次，有了和世界一流强队对抗的资本。

### 2008年-
2010年广州亚运会，中国队再度击败韩国取得亚运会三连冠。

## 历届成绩

### 夏季奥运会
- 2000 – 第5名
- 2004 – 第4名
- 2008 –
- 2012 – 第6名
- 2016 – 第9名
- 2020 – 第9名
- 2024 –

### 世界杯
| 世界杯女子曲棍球赛 | 世界杯女子曲棍球赛  | 世界杯女子曲棍球赛 |
| 年分               | 主办地              | 排名               |
| ------------------ | ------------------- | ------------------ |
| 1990               | 悉尼                | 第6名              |
| 1994               | 都柏林              | 第7名              |
| 1998               | 乌得勒支            | 第11名             |
| 2002               | 珀斯                | 第3名              |
| 2006               | 马德里              | 第10名             |
| 2010               | 罗萨里奥            | 第8名              |
| 2014               | 海牙                | 第6名              |
| 2018               | 伦敦                | 第16名             |
| 2022               | 阿姆斯特尔芬 塔拉薩 | 第9名              |

### 冠军杯
| 年份   | 举办地         | 名次 | 场数 | 胜 | 负 |
| ------ | -------------- | ---- | ---- | -- | -- |
| 1987年 | 阿姆斯特尔芬   | /    | /    | /  | /  |
| 1989年 | 法兰克福       | /    | /    | /  | /  |
| 1991年 | 柏林           | 5    |      |    |    |
| 1993年 | 阿姆斯特尔芬   | /    | /    | /  | /  |
| 1995年 | 马德普拉塔     | /    | /    | /  | /  |
| 1997年 | 柏林           | /    | /    | /  | /  |
| 1999年 | 布里斯班       | /    | /    | /  | /  |
| 2001年 | 阿姆斯特尔芬   | 4    |      |    |    |
| 2002年 | 澳门           | 1    |      |    |    |
| 2003年 | 悉尼           | 2    |      |    |    |
| 2004年 | 罗萨里奥       | 5    |      |    |    |
| 2005年 | 堪培拉         | 3    |      |    |    |
| 2006年 | 阿姆斯特尔芬   | 2    |      |    |    |
| 2007年 | 奎梅斯         | /    | /    | /  | /  |
| 2008年 | 门兴格拉德巴赫 | 4    |      |    |    |
| 2009年 | 悉尼           | 5    |      |    |    |
| 2010年 | 诺丁汉         | 6    | 6    | 1  | 5  |
| 2011年 | 阿姆斯特尔芬   | 7    | 6    | 1  | 5  |
| 2012年 | 罗萨里奥       | 8    |      |    |    |